# Andrena ishiharai
Andrena ishiharai är en biart som beskrevs av Hirashima 1953. Andrena ishiharai ingår i släktet sandbin, och familjen grävbin. Inga underarter finns listade i Catalogue of Life.